# SMS Viribus Unitis
SMS Viribus Unitis var ett slagskepp av dreadnought-typ som tillhörde den österrikisk-ungerska marinen. Hon var det första fartyget i Tegetthoff-klass, som hon utgjorde tillsammans med SMS Tegetthoff, SMS Prinz Eugen och SMS Szent István. Fartyget sjösattes den 24 juni 1911 och togs i tjänst den 5 december 1912. Hon tillbringade, liksom de flesta österrikisk-ungerska ytstridsfartyg, större delen av första världskriget uppankrade i hamn. Vid krigsslutet 1918 överlämnades fartyget som krigsskadestånd till Slovenernas, kroaternas och serbernas stat, men sänktes av italienska grodmän den 1 november samma år. 

## Historia
Viribus Unitis beställdes av den österrikisk-ungerska marinledningen år 1908, som det första fartygen i en ny klass av fyra dreadnoughtslagskepp. Från början ämnade man att döpa fartyget till Tegetthoff, efter amiralen Wilhelm von Tegetthoff. Den österrikiske kejsaren Frans Josef I beslöt sig emellertid för att ändra namnet till Viribus Unitis, vilket var huset Habsburg-Lorraines valspråk. På grund av detta fick det andra fartyget i klassen bära amiralens namn.
Viribus Unitis kölsträcktes på varvet Stabilimento Tecnico Triestino i Trieste den 24 juli 1910 och sjösattes den 24 juni följande år. Efter att ha erhållit fullständig utrustning levererades hon till marinen 5 december 1912. Ärkehertig Franz Ferdinand reste 1914 ombord på Viribus Unitis till Bosnien för att närvara vid arméns sommarmanöver. Hon kom senare att transportera hem liken efter ärkehertigen och hans hustru efter att de mördats i Sarajevo. 
Kort efter krigsutbrottet mobiliserades Viribus Unitis, tillsammans med sina systerfartyg och resten av den österrikisk-ungerska flottan, för att assistera de tyska kryssarna SMS Goeben och SMS Breslaus utbrytningsförsök genom det av britterna blockerade Messinasundet. När Italien förklarade Österrike-Ungern krig 1915 deltog hon i bombardemanget av mål på den italienska kusten. Under större delen av kriget kom dock Viribus Unitis tillsammans med sina systrar att ligga till ankar vid flottbasen Pola och lämnade endast hamn för övningar.
I slutet av kriget skärptes den allierade blockaden av Otrantosundet och det blev allt svårare för centralmakternas ubåtar att ta sig ut i Medelhavet. Den nyutnämnde befälhavaren för den österrikisk-ungerska flottan, konteramiral Miklós Horthy, beslöt sig för att utföra en räd mot sundet för att öppna farleden. Under natten den 8 juni Lämnade Viribus-Unitis Polas hamn tillsammans med systern Prinz Eugen. De återstående systerfartygen, Szent István och Tegetthoff lämnade hamnen följande morgon tillsammans med en jagare och sex torpedbåtar. Planen var att dessa skulle förena sig med Viribus Unitis och Prinz Eugen inför räden mot sundet. Vid 3 tiden upptäcktes dock fartygen av två italienska torpedbåtar, som gick till anfall och sänkte Szent István. Efter att ha underrättats om striden beslöt sig Horthy för att avbryta anfallet då han fruktade att italienarna kände till hans planer.

### Förlisning
När det stod klart att Österrike-Ungern skulle förlora kriget beslöt sig den österrikiska regeringen för att överlämna en stor del av sin flotta, däribland Viribus Unitis, till Slovenernas, kroaternas och serbernas stat, för att fartygen inte skulle falla i italienarnas händer. Omedvetna om överlämningen lyckades dock två grodmän från den italienska flottan att infiltrera flottbasen Pola och monterade sprängladdningar på fartygets skrov.

Italienarna blev snart upptäckta och tagna ombord Viribus Unitis där de informerade kaptenen om sprängladdningarna, men utan att avslöja var de fanns. Den nyutnämnde befälhavaren för flottan, amiral Vuković, gav då order om att föra fångarna över till systern Tegetthoff och att omedelbart evakuera Viribus Unitis. Då laddningarna inte detonerade återvände Vuković till fartyget med en grupp besättningsmän i tron att fångarna ljugit. Klockan 6:44 detonerade emellertid sprängladdningarna och Viribus Unitis sjönk på 15 minuter.

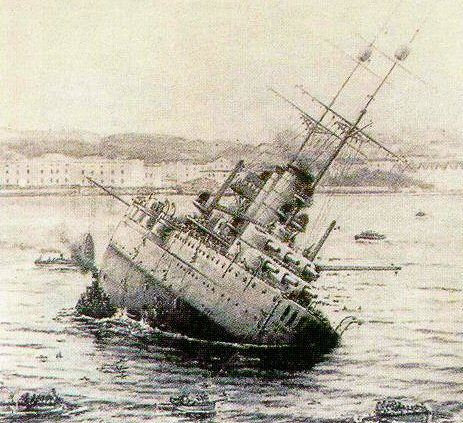
Viribus Unitis sjunker i Polas hamn den 1 november 1918.
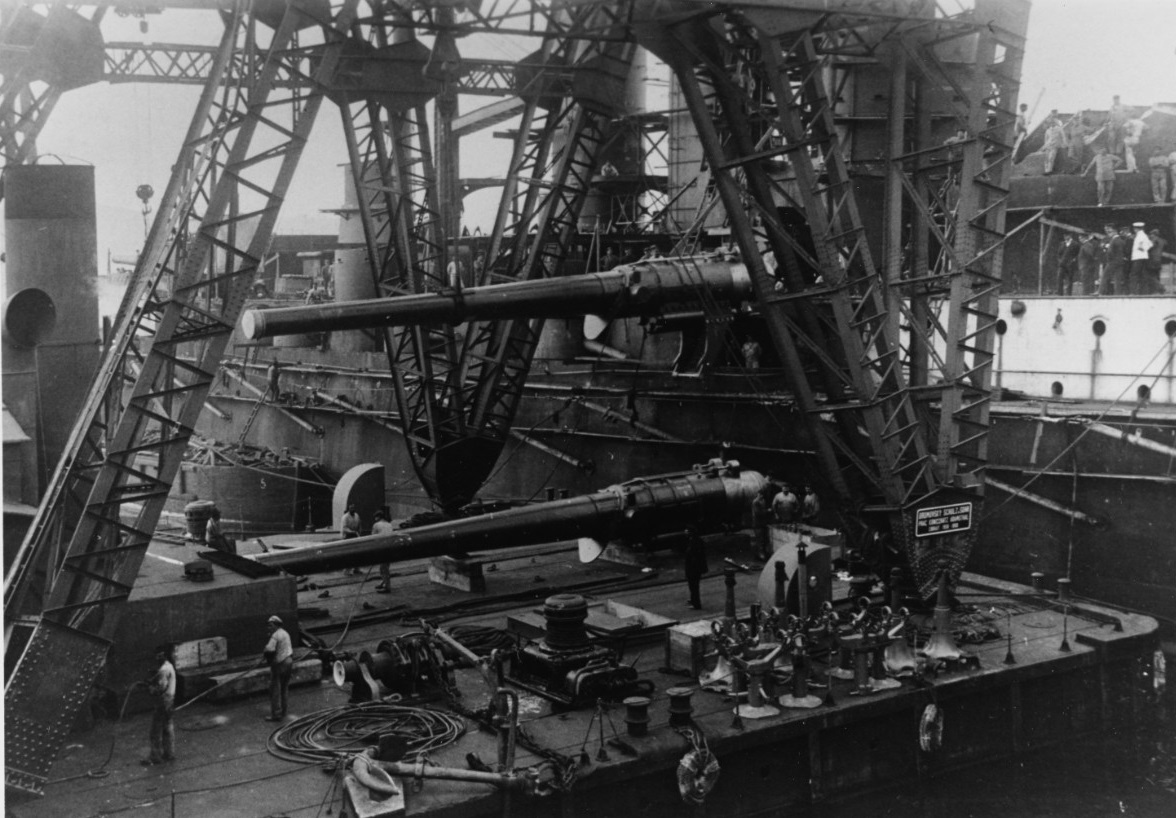
Två av fartygets 30,5 cm kanoner förs ombord.